# 1181 Lilith
1181 Lilith är en asteroid i huvudbältet som upptäcktes den 11 februari 1927 av den fransk-ryske astronomen Beniamin Zjechovskij. Asteroidens preliminära beteckning var 1927 CQ. Den fick senare namn efter den franska tonsättaren Lili Boulanger, vars smeknamn Lilith går tillbaka på det bibliska Lilith.
Liliths senaste periheliepassage skedde den 11 februari 2022.